# Tensai
Matthew Jason Bloom (* 14. November 1972 in Peabody, Massachusetts) ist ein ehemaliger US-amerikanischer Wrestler, und steht zurzeit bei der WWE unter Vertrag, wo er als Head-Coach im Performance Center arbeitet. Einer seiner größten Erfolge war der Erhalt der Intercontinental Championship.

## Frühe Jahre
Bloom spielte vor seiner Wrestlingkarriere bei den San Diego Chargers Football. Er hat einen Abschluss in Jura. Bloom wurde von Dory Funk Jr. und Killer Kowalski trainiert. 1997 debütierte er als The Mongolian bei World Wrestling Alliance.

## Wrestling-Karriere

### World Wrestling Federation/Entertainment (1999–2004)
1999 debütierte Bloom bei der World Wrestling Federation (heute WWE) als Prince Albert. Seit 2000 trat Bloom als Albert auf. Zusammen mit Test bildete er das Tag Team T&A. Ende 2000 löste sich das Tag Team auf und Bloom fehdete kurzzeitig gegen Test. Am 26. Juni 2001 gewann Bloom die WWE Intercontinental Championship von Kane. Den Titel gab er am 23. Juli 2001 an Lance Storm ab.
Ab Dezember 2002 trat Bloom als A-Train auf. Bloom begann eine Fehde gegen Rey Mysterio und Edge. Anfang 2003 schloss Bloom sich Big Show an und fehdete mit diesem gegen den Undertaker und Nathan Jones. Nach Ende der Fehde schlossen sich Big Show und Bloom Paul Heyman und dessen Schützling Brock Lesnar an. Mit diesen fehdeten sie gegen Hardcore Holly. Im November 2004 wurde Bloom entlassen.

### All Japan Pro Wrestling (2005–2006)
Im März 2005 kam Bloom zu All Japan Pro Wrestling (AJPW). Bei AJPW schloss Bloom sich dem Stable Voodoo Murders an.

### New Japan Pro Wrestling (2006–2012)
Im Januar 2006 wechselte Bloom zu New Japan Pro-Wrestling (NJPW). Im April 2006 gewann er dort den New Japan Cup. Im Juli 2006 bildete er mit Travis Tomko ein Tag Team. Mit diesem gewann Bloom am 11. März 2007 die IWGP Tag Team Championship. Den Titel gaben sie am 17. Februar 2008 an Togi Makabe und Toru Yano ab. 2008 schloss Bloom sich dem Stable RISE an. Mit diesem fehdete er gegen das Stable Great Bash Heel. Später fehdete Bloom gemeinsam mit RISE gegen das Stable Legend. Im September 2008 schloss Bloom sich Great Bash Heel an. 
2009 schloss Bloom sich dem Stable CHAOS an. Im Oktober 2009 gewann Bloom mit Karl Anderson die G1 Tag League. Mit Anderson bildete Bloom das Tag Team Bad Intentions. Am 19. Juni 2010 gewann Bloom mit Anderson die IWGP Tag Team Championship. Fast ein Jahr später, am 18. Juni 2011, gewannen sie auch die GHC Tag Team Championship von Pro Wrestling NOAH im Rahmen eines Interpromotional-Matches bei NJPW Dominion 6.18. Den IWGP Tag Team Championship mussten Bad Intensions den Titel am 4. Januar 2012 bei der traditionellen Neujahrsshow von New Japan an TenKoji abgeben. Mit 564 Tagen halten Bloom und Anderson den Rekord für die längste Titelregentschaft des IWGP Tag Team Championship.

### Rückkehr zur WWE (seit 2012)
Am 2. April 2012, in der ersten Monday Night RAW Ausgabe nach WrestleMania XXVIII, kehrte Matt Bloom unter dem Ringnamen Lord Tensai zur WWE zurück, dabei hatte er zunächst Sakamoto, der als eine Art Diener fungierte, an seiner Seite. Seit der Show vom 21. Mai 2012 lautet der Ringname nur noch Tensai. Vom 11. Februar 2013 bis zum 16. Dezember 2013 trat er mit Brodus Clay als Tag Team "Tons of Funk" auf. Nach der Auflösung kommentiert Bloom in den verschiedenen Formaten das laufende Programm. Am 7. August 2014 verkündete er auf dem YouTube-Channel der WWE seinen Rücktritt vom aktiven Geschehen. Er wechselte ins Trainingslager des WWE Performance Centers.

## Titel und Auszeichnungen
- Impact Zone Wrestling

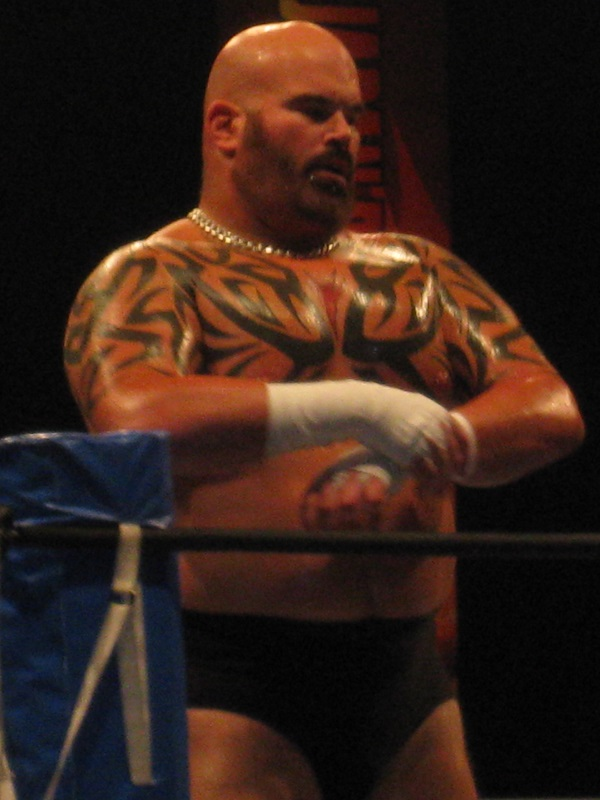
Matt Bloom bei NJPW im Jahr 2012.

  - IZW Heavyweight Championship (1-mal)

- Elite Xtreme Wrestling
  - EXW Tag Team Championship (1-mal)

- New Japan Pro-Wrestling
  - IWGP Tag Team Championship (1-mal mit Travis Tomko, 1-mal mit Karl Anderson)
  - G1 Tag League (2007 mit Travis Tomko, 2009 mit Karl Anderson)
  - New Japan Cup (2006)

- Nikkan Sports
  - Best Tag Team Award (2007 mit Travis Tomko, 2011 mit Karl Anderson)

- Power Pro Wrestling
  - PPW Heavyweight Championship (1-mal)
  - PPW Young Guns Championship (1-mal)

- Pro Wrestling NOAH
  - GHC Tag Team Champion (1-mal mit Karl Anderson)

- World Wrestling Federation
  - WWF Intercontinental Champion (1-mal)